# Messier 9
Messier 9 hay M9 (còn gọi là NGC 6333) là một cụm sao cầu trong chòm sao Xà Phu (Ophiuchus). Nó nằm ở phần phía nam của chòm sao, phía tây nam của Eta Ophiuchi và nằm trên đỉnh một đám mây bụi đen được ký hiệu là Barnard 64. Cụm sao này được phát hiện bởi nhà thiên văn học người Pháp Charles Messier vào ngày 3 tháng 6 năm 1764, người đã mô tả nó là một "tinh vân không có sao". Năm 1783, nhà thiên văn học người Anh William Herschel  đã có thể sử dụng gương phản xạ của mình để phân giải các ngôi sao riêng lẻ trong cụm. Ông nhận thấy cụm sao này có đường kính 7−8 ′ với các sao dày đặc gần trung tâm.
M9 có độ lớn biểu kiến là 7,9, kích thước góc là 9,3 ′ và có thể được quan sát bằng kính thiên văn nhỏ. M9 là một trong những cụm sao cầu nằm gần nhất với trung tâm Ngân Hà với khoảng cách khoảng 5.500 năm ánh sáng. Khoảng cách tới Trái Đất khoảng 25.800 năm ánh sáng.
Tổng độ sáng của cụm sao này là khoảng 120.000 lần độ sáng của Mặt Trời, với cấp sao tuyệt đối bằng -8,04. Các ngôi sao riêng lẻ sáng nhất trong M9 có cấp sao biểu kiến là 13,5, làm cho chúng trở thành thấy được trong các kính viễn vọng kích thước vừa phải. Người ta đã tìm thấy 13 sao biến quang trong M9.
Nằm cận kề, khoảng 80' về phía đông bắc M9 là cụm sao cầu mờ hơn gọi là NGC 6356, trong khi ở khoảng 80' về đông nam là cụm sao cầu NGC 6342.

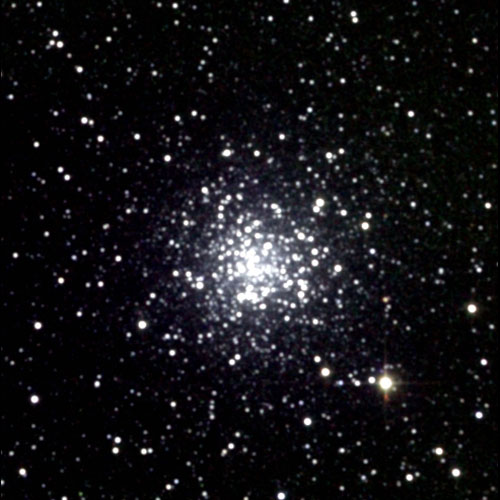
Messier 9, từ 2MASS
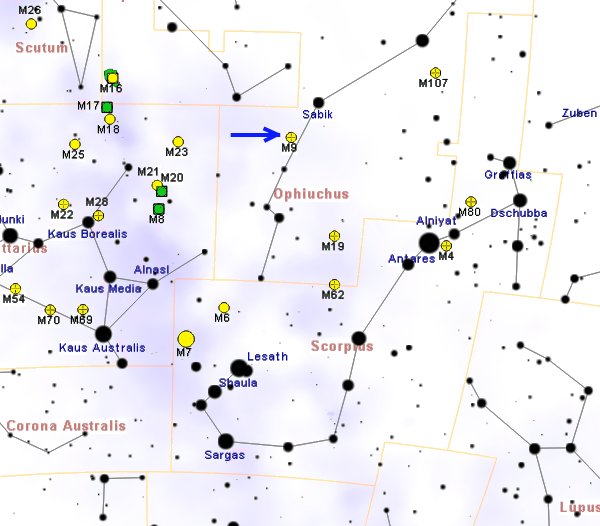
Bản đồ cho thấy vị trí của Messier 9